# 小行星475
小行星475（475 Ocllo）是一颗围绕太阳公转的小行星，属于火星轨道穿越小行星。1901年8月14日，迪莱尔·斯图尔特在阿雷基帕描述了此天体。
該小行星以印加帝国传说中的开国君主曼科·卡帕克的姊妹兼妻子玛玛·奥克略命名。
这颗小行星的绝对星等为11.88等。

## 相关條目
- 小行星列表/10001-11000

## 外部連結
- Asteroid Lightcurve Database (LCDB) （页面存档备份，存于）, query form (info （页面存档备份，存于）)
- Dictionary of Minor Planet Names, Google books
- Discovery Circumstances: Numbered Minor Planets (10001)-(15000) （页面存档备份，存于） – Minor Planet Center
- 小行星475 at AstDyS-2, Asteroids—Dynamic Site
  - Ephemeris · Observation prediction · Orbital info · Proper elements · Observational info
- NASA JPL小天體瀏覽器上的小行星475

| 前一小行星： 小行星474 | 小行星列表 | 後一小行星： 小行星476 |